# Parachernes nitidimanus
Parachernes nitidimanus är en spindeldjursart som först beskrevs av Edvard Ellingsen 1905.  Parachernes nitidimanus ingår i släktet Parachernes och familjen blindklokrypare. Inga underarter finns listade i Catalogue of Life.